# Scooba
Scooba es un pueblo del Condado de Kemper, Misisipi, Estados Unidos. Según el censo de 2000 tenía una población de 632 habitantes y una densidad de población de 99.2 hab/km².

## Demografía
Según el censo de 2000, había 632 personas, 204 hogares y 139 familias residiendo en la localidad. La densidad de población era de 99,2 hab./km². Había 244 viviendas con una densidad media de 38,3 viviendas/km². El 44,30% de los habitantes eran blancos, el 54,91% afroamericanos, el 0,16% de otras razas y el 0,63% pertenecía a dos o más razas. El 0,79% de la población eran hispanos o latinos de cualquier raza.
Según el censo, de los 204 hogares en el 38,2% había menores de 18 años, el 38,7% pertenecía a parejas casadas, el 27,9% tenía a una mujer como cabeza de familia y el 31,4% no eran familias. El 30,4% de los hogares estaba compuesto por un único individuo y el 10,8% pertenecía a alguien mayor de 65 años viviendo solo. El tamaño promedio de los hogares era de 2,47 personas y el de las familias de 3,09.
La población estaba distribuida en un 23,6% de habitantes menores de 18 años, un 29,7% entre 18 y 24 años, un 19,5% de 25 a 44, un 17,4% de 45 a 64 y un 9,8% de 65 años o mayores. La media de edad era 22 años. Por cada 100 mujeres había 127,3 hombres. Por cada 100 mujeres de 18 años o más, había 134,5 hombres.
Los ingresos medios por hogar en la localidad eran de 18.875 dólares ($) y los ingresos medios por familia eran 31.375 $. Los hombres tenían unos ingresos medios de 30.500 $ frente a los 29.063 $ para las mujeres. La renta per cápita para la ciudad era de 12.110 $. El 25,5% de la población y el 30,3% de las familias estaban por debajo del umbral de pobreza. El 27,2% de los menores de 18 años y el 15,0% de los habitantes de 65 años o más vivían por debajo del umbral de pobreza.

## Geografía
Según la Oficina del Censo de los Estados Unidos, la localidad tiene un área total de 6,4 km², todos ellos correspondientes a tierra firme.